# اچ‌ام‌سی‌اس سارنیا (جی۳۰۹)
اچ‌ام‌سی‌اس سارنیا (جی۳۰۹) (به انگلیسی: HMCS Sarnia (J309)) یک کشتی بود که طول آن ۱۸۰ فوت (۵۵ متر) بود. این کشتی در سال ۱۹۴۲ ساخته شد.